# Belippo viettei
Belippo viettei är en spindelart som först beskrevs av Kraus 1960.  Belippo viettei ingår i släktet Belippo och familjen hoppspindlar. Inga underarter finns listade.